# Alois Bunjira
Alois Bunjira (ur. 29 marca 1975 w Chitungwizie) – zimbabwejski piłkarz grający na pozycji pomocnika.

## Kariera klubowa
Karierę piłkarską Bunjira rozpoczął w klubie Darryn Textiles FC. W jego barwach zadebiutował w 1994 roku w zimbabwejskiej Premier League. W 1995 roku odszedł do Blackpool FC, a w latach 1996-1998 grał w CAPS United. Wywalczył z nim mistrzostwo kraju w 1996 roku, Puchar Zimbabwe w latach 1997-1998 i Puchar Niepodległości Zimbabwe w latach 1996-1997.
W 1999 roku Bunjira został zawodnikiem południowoafrykańskiego klubu Qwa Qwa Stars. Jeszcze w tym samym roku przeszedł do Wits University. Grał w nim do 2005 roku, z przerwą na występy w Mamelodi Sundowns FC, do którego był wypożyczony w sezonie 2002/2003. W 2005 roku odszedł do Jomo Cosmos FC, a w 2007 roku został piłkarzem klubu FC AK Roodeport.

## Kariera reprezentacyjna
W reprezentacji Zimbabwe Bunjira zadebiutował w 1994 roku. W 2004 roku został powołany do kadry na Puchar Narodów Afryki 2004. Tam był rezerwowym i nie rozegrał żadnego spotkania.